# Lóvua do Zambeze
Lóvua do Zambeze, auch kurz Lóvua oder Lóvua Leste zur Unterscheidung von Lóvua (Lóvua Norte) in der Provinz Lunda Norte, ist eine Ortschaft und ein gleichnamiger Kreis (Município) der Provinz Moxico Leste im Osten Angolas. Der Kreis erstreckt sich am linken Ufer des Oberlaufs des Sambesi.
Der Kreis ist von zunehmender Abwanderung gekennzeichnet, da er bisher nur ungenügend von den Wiederaufbauprogrammen der Regierung profitierte. So ist der Kreis durch schlechte Straßenverbindungen nahezu isoliert, auch öffentliche Gebäude wie Gemeindeverwaltung, Markthalle oder Schulen sind in schlechtem Zustand oder fehlen ganz (Stand Januar 2014).

## Verwaltung
Der Kreis hat 8332 Einwohner (Stand Januar 2014).
Neben Lóvua sind die wichtigsten Ortschaften des Kreises Muhunda, Muenhiambeji, Tete, Kaila und Sachiwaya.